# サルッツォ
サルッツォ（イタリア語: Saluzzo、フランス語: Saluces）は、イタリア共和国ピエモンテ州クーネオ県にある、人口約1万7000人の基礎自治体（コムーネ）。
2019年1月1日に、隣接していたコムーネ・カステッラールを編入した。

## 地理

### 位置・広がり
サルッツォは、コーツィエ・アルプスの山モンヴィーゾの谷にある。

#### 隣接コムーネ
隣接するコムーネは以下の通り。
- カルデ
- ラニャスコ
- マンタ
- モレッタ
- パーニョ
- レヴェッロ
- スカルナフィージ
- トッレ・サン・ジョルジョ

#### 地震分類
イタリアの地震リスク階級 (it) では、3 に分類される
。

## 歴史
1142年、デル・ヴァスト家のボニファーチョ・ディ・サヴォーナ(Bonifacio di Savona)の息子、マンフレードによってサルッツォ侯国が創始された。サルッツォ侯国は1548年、フランスによる侵略を受けて独立を失った。
1601年のリヨン条約まで、サルッツォの領地はフランスとサヴォイア公国の間で領土紛争が存在し、
最終的には領主のカルロ・エマヌエーレ1世が手に入れる事となった。
サルッツォ出身の有名人には、シルヴィオ・ペッリーコ(Silvio Pellico)、ジャンバッティスタ・ボドーニ(Giambattista Bodoni)がいる。

## 行政

### 分離集落
サルッツォには、以下の分離集落（フラツィオーネ）がある。
- Bronda, Castellar, Cervignasco, Colombaro dei Rossi, Paracollo, Paschere, Ruata Eandi, Ruata Re, San Lazzaro, Stella, Torrazza, Via dei Romani, Via della Croce

## 名所・旧跡
サルッツォ大聖堂は、1491年から1501年に建設された。先の尖った正面の門と内部には三つの身廊を持つ。祭壇には16世紀のテラコッタ製の像と1511年のマエストロ(Maestro)の三幅対祭壇画がある。
サン・ジョヴァンニ教会にはゴシックの美しい正面と二連窓の鐘楼がある。建設開始は1330年である。教会の中は交差ヴォールトにつながる柱がある。後陣は1504年で暗緑色の石で出来ている。
16世紀のカーザ・カヴァッサ(Casa Cavassa)は、今日、市立博物館になっていてシルヴィオ・ペッリーコの絵や家具などの遺物が置いてある。
トッレ・チヴィカ(torre civica)は1460年に建てられた。

## 写真集

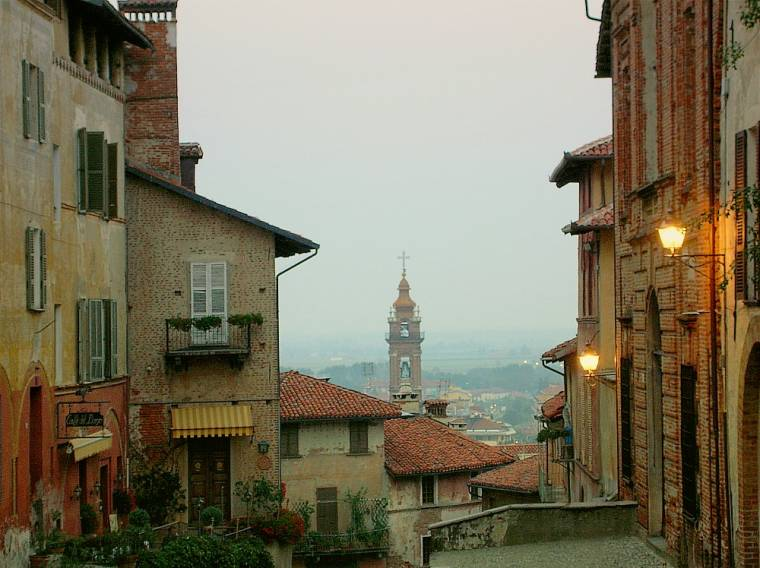
via Salita al Castelloからみた市中心部
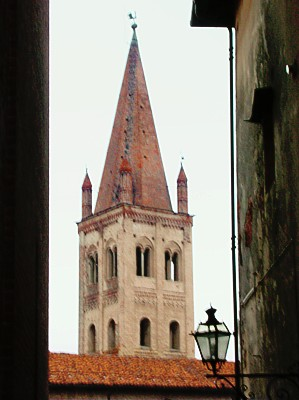
サン・ジョヴァンニ教会の鐘楼
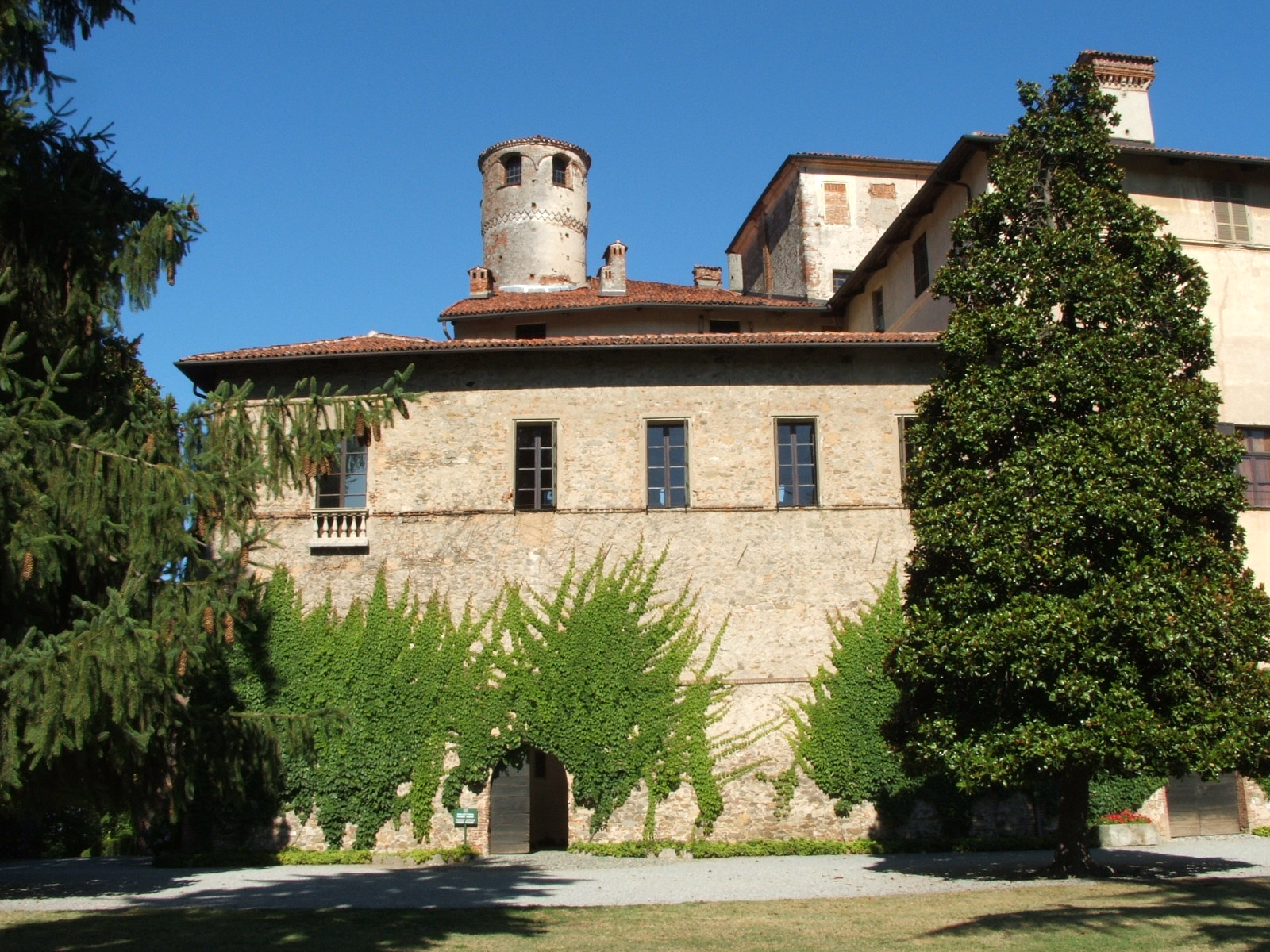
マンタ城